# Jardim Imbuí
Jardim Imbuí, também conhecido como Tibau, é um bairro pertencente à Região Oceânica do município do Niterói, no estado do Rio de Janeiro, no Brasil. O bairro possui um bloco de carnaval, o Unidos do Jardim Imbuí.

## Etimologia
Existem duas hipóteses etimológicas para a origem do topônimo "Imbuí", todas com origem na língua tupi antigaː
- viria do termo mboî'y, "rio das cobras" (mboîa, cobra e 'y, rio);
- viria do termo imbu'y, "rio dos imbus" (imbu, imbu e 'y, rio).[3]

## Ver também

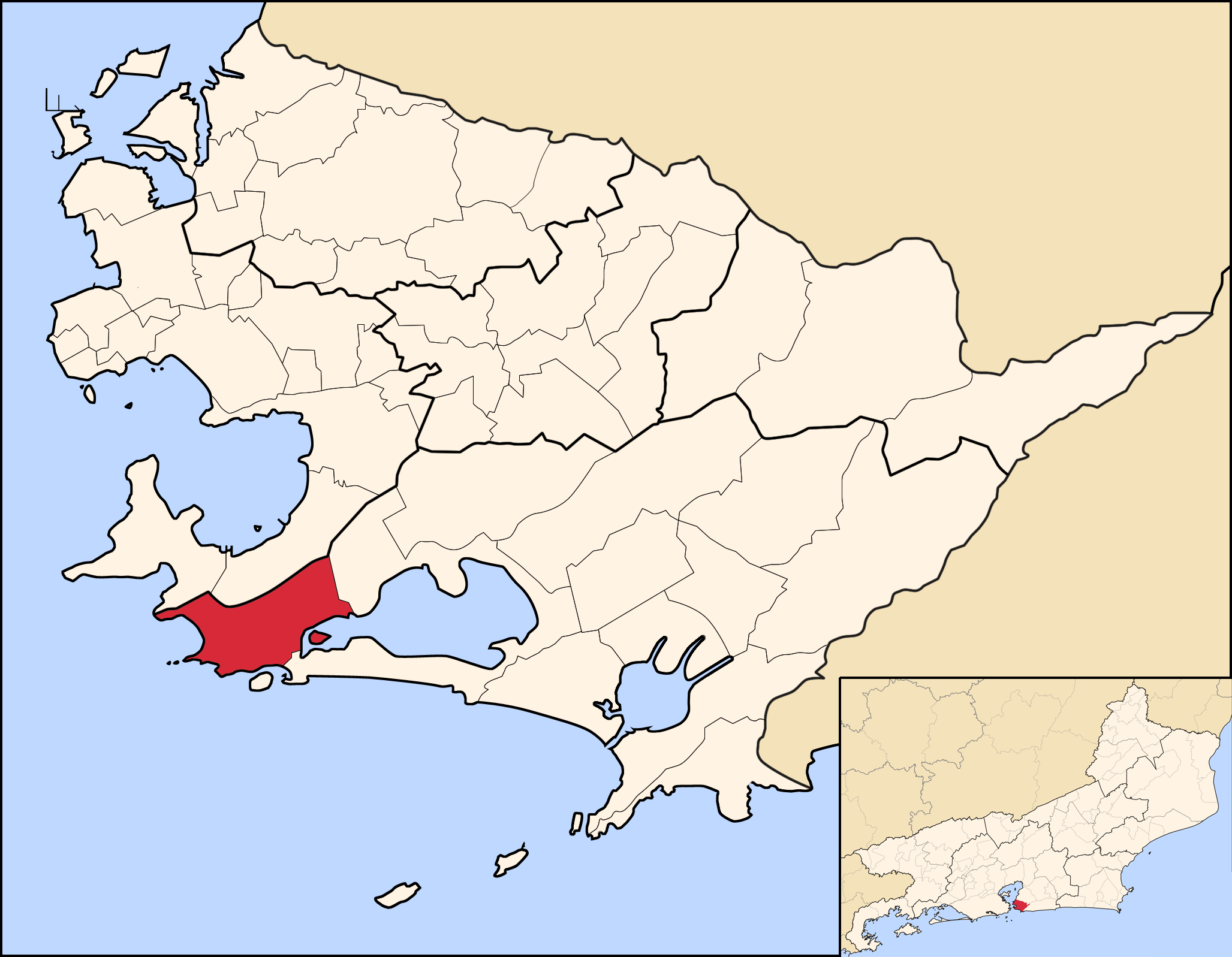
Localização do bairro do Jardim Imbuí no município de Niterói.